# ジョン・エリオット (1592年生の政治家)

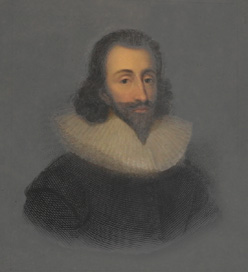
ジョン・エリオット

サー・ジョン・エリオット（Sir John Eliot, 1592年4月11日 - 1632年11月27日）は、イングランドの政治家である。議会を代表してイングランド王チャールズ1世と側近のバッキンガム公ジョージ・ヴィリアーズの失政に反抗するたびに投獄され、最後はロンドン塔で獄死した。

## 生涯
コーンウォールでジェントリのリチャード・エリオットとブリジット・カーズウェル夫妻の息子として生まれる。オックスフォード大学エクセター・カレッジと法曹院を卒業、1614年の議会で当選し庶民院議員になった。バッキンガム公ジョージ・ヴィリアーズの庇護を受け1624年の議会に選出された。
ところが、次第にバッキンガム公に批判的になり、議会で彼の失政を攻撃するようになった。理由は1625年にバッキンガム公が行ったスペインのカディス遠征失敗にあり、デヴォンの海軍副提督に就任していたエリオットは遠征から帰国した兵士の惨めな有様を見て深く恥じ入り、1626年の議会でバッキンガム公への弾劾演説を行い、失政を攻撃して責任を追及したのである。バッキンガム公が権力・官職を独占していること、それらが腐敗をもたらしイングランドの栄誉を失墜させたとして非難、恣意的な派閥形成や国庫横領にも言及し激しい攻撃を浴びせた。しかしバッキンガム公を守るために動いたチャールズ1世により議会は解散、エリオットは投獄されてしまった。
数日で釈放されたが、バッキンガム公ら政府への批判的態度を変えず、翌1627年に政府が地方に徴収しようとした強制借上げ金に応じなかったため再び投獄された（ジョン・ハムデン、トマス・ウェントワース（後のストラフォード伯爵）ら他の反対派も投獄）。1628年3月に開かれた議会で復帰し、議会の権利の擁護者、熱烈なピューリタンとしてチャールズ1世・バッキンガム公ら政府への攻撃を継続、エドワード・コークが提案した権利の請願起草に主導的な役割を果たした。更にトン税・ポンド税徴収を非難する抗議文を提出しようとしたが、不快に感じたチャールズ1世により6月に議会は停会された。
8月のバッキンガム公暗殺を経て1629年1月に再開した議会で尚も政府批判を続け、チャールズ1世の専制を批判する抗議文を提出、3月に議会解散を宣言しようとした庶民院議長ジョン・フィンチをデンジル・ホリスと共に議長席に押さえ付け強引に抗議文を成立させた。これらの行為がチャールズ1世の怒りを買い議会は解散、エリオットは3度投獄され、釈放されないまま1632年にロンドン塔で獄死した。1634年にコークも死去、ウェントワースは変節してチャールズ1世の側近になり親政を助ける立場に回り、議会は長期間召集されなかったが、1640年に主教戦争の戦費調達を求めてチャールズ1世は議会を召集（短期議会・長期議会）、エリオットらの政治活動を見ていたジョン・ピムが彼等に代わり国王批判の先頭に立ち、やがて清教徒革命（イングランド内戦）へと至ることになる。

## 家族
1609年6月22日までにラディグンド・ジェディ（Radigund Gedy/Radigund Gedie、1628年6月13日埋葬、リチャード・ジェディの娘）と結婚、5男4女をもうけた。
- ジョン（1612年洗礼 – 1685年埋葬） - 政治家。オナー・ノートン（Honor Norton、1652年11月1日埋葬、サー・ダニエル・ノートン（英語版）の娘）と結婚、子供あり[5]
- リチャード（1613年ごろ – 1630年以降[5]）
- エリザベス（1616年12月29日洗礼 – ?） - 1636年8月11日、ナサニエル・ファインズ（英語版）（1608年ごろ – 1669年）と結婚、子供あり
- エドワード（1618年7月9日 – 1710年?） - 政治家。アンナ・フォーテスキュー（Anna Fortescue、フランシス・フォーテスキューの娘）と結婚、子供あり[5]
- ブリジット（1620年4月26日洗礼 – 1663年6月16日埋葬） - 1646年1月12日、初代準男爵サー・ピーター・フォーテスキュー（1620年 – 1685年8月14日）と結婚、子供あり[5]
- ラディグンド（1622年10月11日洗礼 – 1630年以降[5]）
- スーザン（1624年10月14日洗礼 – ?） - 1657年9月29日、エドワード・ノートン（Edward Norton）と結婚[5]
- トマス（1626年9月7日洗礼 – 1630年12月20日までに没[5]）
- ニコラス（1628年6月15日洗礼 – 1694年7月12日までに没） - 1651年4月15日、キャサリン・プリドー（Catherine Prideaux、ウィリアム・プリドーの娘）と結婚、子供あり[5]。孫に庶民院議員エドワード・エリオットとリチャード・エリオットがいる[5]